# Jan Županič
Jan Županič (* 22. března 1972 Praha) je český historik. Specializuje se především na dějiny šlechtických elit Rakouské monarchie a dějiny habsburské říše v 19. a 20. století. Je synem herců Ladislava Županiče a Jany Drbohlavové.

## Život
Vystudoval Gymnázium Jana Nerudy v Praze a poté v letech 1990–1996 Filozofickou fakultu Univerzity Karlovy (obor historie–archivnictví a pomocné vědy historické). V letech 1994–1997 působil jako učitel dějepisu na gymnáziu Orbis Pictus v Praze. V letech 1996–1997 pracoval v Archivu hlavního města Prahy jako odborný archivář. V roce 1997 krátce působil na Ministerstvu zahraničních věcí České republiky. Od roku 1997 pokračoval v doktorském studiu, které ukončil v roce 2001 obhajobou práce Rakousko-uherská zahraniční politika a polská otázka za první světové války (1914–1918). Od října 1999 působí na Ústavu světových dějin Filozofické fakulty (nejdříve jako asistent a od ledna 2002 jako odborný asistent) a v letech 2005 až 2021 přednášel dějiny také na Katedře občanské výchovy a filozofie Pedagogické fakulty Univerzity Karlovy. V roce 2007 obhájil habilitační práci Nová šlechta Rakouského císařství a byl od 1. července 2007 jmenován docentem pro obor světové a obecné dějiny. Profesorem byl jmenován usnesením vědecké rady Univerzity Karlovy z 30. května 2013 rozhodnutím prezidenta republiky ke dni 1. března 2014.
Od roku 2021 působí jako vedoucí vědecký prácovník v Historickém ústavu Akademie věd České republiky. Hlavní oblastí jeho vědecké činnosti jsou dějiny elit a šlechty v 19. a 20. století.
V roce 2025 mu byl na Akademii věd ČR udělen titul doktora věd.

### Ocenění
- 2024 – Cena Miroslava Ivanova: Hlavní cena za knihu Habsburská šlechta. Proměna elit podunajské monarchie v dlouhém 19. století[3]
- 2024 – Cena Nadace Josefa Hlávky za vědeckou literaturu[4]
- 2024 – Cena Akademie věd ČR v kategorii za mimořádné výsledky výzkumu, experimentálního vývoje a inovací za knihu Habsburská šlechta. Proměna elit podunajské monarchie v dlouhém 19. století[5]

## Publikace
- Erbovní listiny Archivu hlavního města Prahy a Nobilitační privilegia studentské legie roku 1648  Praha 1997, ISBN 80-902151-6-5.
- Nobilitační privilegia pro obránce pražských měst roku 1648, Praha 2001, ISBN 80-238-8053-5.
- Encyklopedie knížecích rodů zemí Koruny české, Praha 2001, ISBN 80-86493-00-8. (spoluautoři Michal Fiala, František Stellner).
- Nová šlechta Rakouského císařství, Praha 2006, ISBN 80-86781-08-9.
- Rakousko-Uhersko a polská otázka za první světové války, Praha 2006, ISBN 80-246-1193-7.
- Na rozcestí : rakousko-uherská zahraniční služba v posledních letech existence monarchie, Praha 2009. ISBN 978-80-86781-13-6. (spoluautoři Václav Horčička a Hana Králová).
- Dějiny Lichtenštejnska, Praha 2011, ISBN 978-80-7422-111-8. (spoluautoři Václav Horčička, Drahomír Suchánek).
- Židovská šlechta Podunajské monarchie. Mezi Davidovou hvězdou a křížem, Praha 2012, ISBN 978-80-7422-180-4.
- Šlechtický archiv c. k. ministerstva vnitra – Erbovní listiny, Praha 2014, ISBN 978-80-86781-24-2 (spoluautoři Michal Fiala a Pavel Koblasa).
- Šlechta na křižovatce. Lichtenštejnové, Schwarzenbergové a Colloredo-Mannsfeldové v 1. polovině 20. století, Praha 2017, ISBN 978-80-86781-33-4 (spoluautor Václav Horčička).
- Nobilitas Iudaeorum. Židovská šlechta střední Evropy v komparativní perspektivě, Praha 2017, ISBN 978-80-86781-35-8 (spoluautor Michal Fiala).
- Habsburská šlechta. Proměna elit podunajské monarchie v dlouhém 19. století. Praha: Nakladatelství Pankrác s.r.o., 2023. ISBN 978-80-86781-44-0. S. 896.

Spolu s Michalem Fialou je tvůrcem webových stránek věnovaných šlechtě střední Evropy, podunajské monarchie a českých zemí http://www.novanobilitas.eu/